# Amadou Soukouna
Amadou Soukouna (* 21. Juni 1992 in Fontenay-sous-Bois) ist ein französischer Fußballspieler.

## Karriere

### Verein
Soukouna wechselte 2009 in die Jugendabteilung des FC Toulouse. Ab der Saison 2010/11 stand er im Kader der ersten Mannschaft. Am 13. November 2010 kam er beim 0:1 gegen Montpellier zu seinem ersten Einsatz in der ersten Liga.  Zu seinem ersten Torerfolg für die Profis kam er im Mai 2012 bei einem Spiel gegen den FCO Dijon. Für die zweite Mannschaft war er mit 15 Toren in der fünften Liga hingegen bester Torschütze. Im Juni 2012 wurde bekanntgegeben, dass Soukouna für eine Saison an die drittklassige US Luzenac ausgeliehen wird. Luzenac hatte bereits im Januar des Jahres Interesse an einer Leihe bekundet, diese war jedoch nicht zustande gekommen. Nach Ablauf des Leihvertrages kehrte er zu seinem Heimatclub zurück. Die Saison 2013/14 und 2014/15 spielte er in der zweiten Mannschaft von Toulouse. Mit der Mannschaft spielte er 19-mal in der dritten Liga. Von Juli 2015 bis Anfang April 2016 war er vertrags- und vereinslos. Am 7. April 2016 verpflichtete ihn der bulgarische Zweitligist FC Vereya. Am Ende der Saison stieg er mit dem Verein aus Stara Sagora in die erste Liga auf. Am 1. Januar 2017 wechselte er zum Ligakonkurrenten Lewski Sofia. Für den Verein aus Sofia bestritt er zehn Ligaspiele. Der ebenfalls in der ersten Liga spielende Tscherno More Warna aus Warna verpflichtete ihn im September 2017. Bis Jahresende bestritt er acht Erstligaspiele. Von Januar 2018 bis August 2018 war er wieder vertrags- und vereinslos. Ende August 2018 ging er nach Isarael. Hier spielte er bis Januar 2020 für den Zweitligisten Hapoel Petach Tikwa und von Februar 2020 bis August 2021 für den Erstligisten Hapoel Kfar Saba. Ende August 2021 ging er nach Afrika, wo er in Südafrika einen Vertrag beim Erstligisten Maritzburg United unterschrieb. Bei dem Verein stand er bis Juli 2023 unter Vertrag. Hierbei absolvierte er 46 Ligaspielen, in denen er elf Tore erzielte. Anfang August 2023 zog es ihn nach Asien, wo er in Thailand einen Vertrag beim Erstligisten Bangkok United unterschrieb. Am Ende der Saison 2023/24 feierte er mit dem Verein die Vizemeisterschaft. Am 15. Juni 2024 gewann er mit Bangkok United den FA Cup. Das Endspiel gegen den Zweitligisten Dragon Pathumwan Kanchanaburi FC gewann man im Elfmeterschießen. Nach fünf Ligaspielen wurde sein Vertrag im Sommer 2024 nicht verlängert.

### Nationalmannschaft
Im Februar 2011 debütierte er für die französische U-19-Auswahl, für die er im April ein weiteres Spiel bestritt.

## Erfolge
Bangkok United
- Thailändischer Vizemeister: 2023/24
- Thailändischer Pokalsieger: 2023/24